# 小行星4198
小行星4198（4198 Panthera）是一颗围绕太阳公转的小行星。1983年2月11日，諾曼·G·托馬斯在可可尼诺县发现了此天体。
这颗小行星的绝对星等为50.11927793949589等。